# Plassenburg

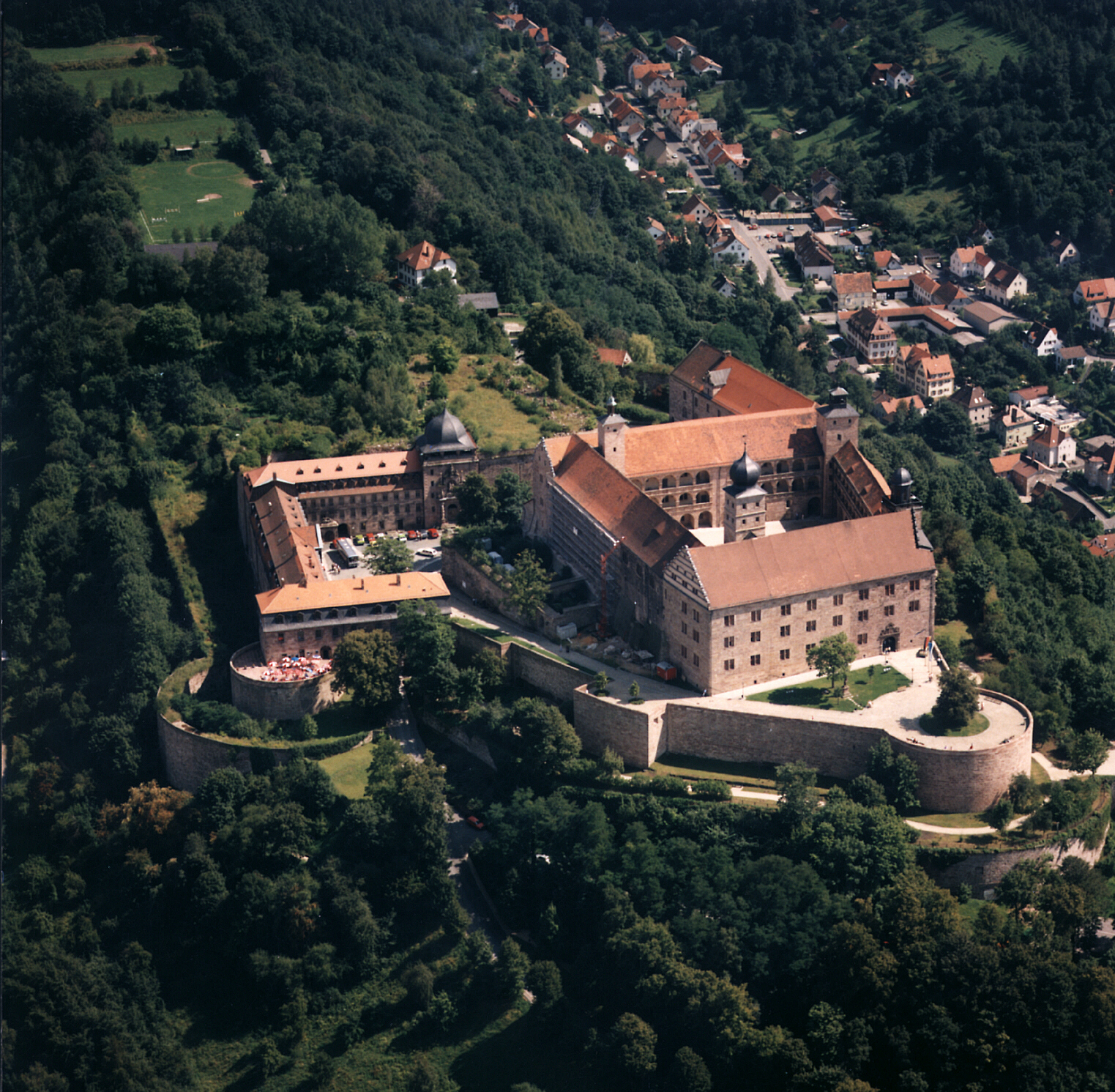
Plassenburg (vedere aeriană)

Plassenburg este un vechi castel fortificat din Kulmbach (Franconia Superioară, landul Bavaria, Germania), menționat pentru prima oară în anul 1135, într-un document al familiei conților de Diessen-Andechs. În 1562 marchizul Georg Friedrich a organizat reconstrucția castelului, în stil renascentist, formă în care s-a păstrat până astăzi.
Castelul adăpostește unicul “Muzeu al Figurilor din Staniu” din Germania. Staniul (cositor) a fost exploatat în trecut în masivul muntos învecinat Fichtelgebirge, nu departe de orașul Weißenstadt (numele orașului vine de la culoarea albă a minereului de staniu, dezagregat din granite).